# Bestanschließendes Ellipsoid
Als bestanschließendes Ellipsoid wird ein aus geodätischen Messungen abgeleitetes Referenzellipsoid bezeichnet, das sich der regionalen Erdkrümmung eines Staatsgebietes oder eines Kontinents am besten anschmiegt. Die Parameter dieses regionalen Ellipsoids (zumeist Äquatorachse a und Abplattung f) werden durch Minimierung der Lotabweichungen im Wege einer Ausgleichung berechnet.

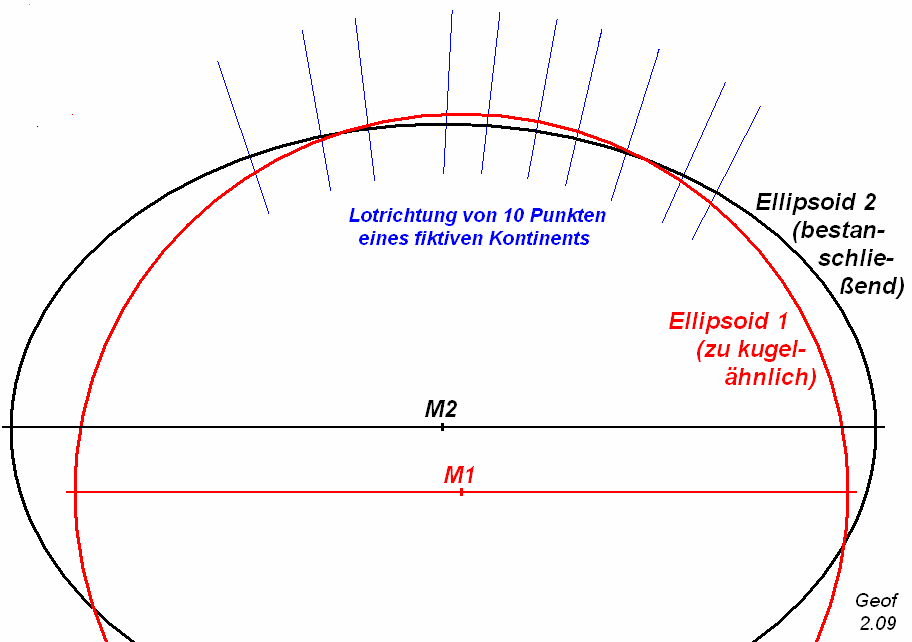
Lotabweichungsfeld eines fiktiven Kontinents in Polnähe. Den Daten passt sich jenes Ellipsoid (schwarz) am besten an, das möglichst viele Lotrichtungen senkrecht durchstößt. Das rote hat hierfür eine zu geringe Abplattung.

Das Attribut bestanschließend bezieht sich darauf, dass ein System kleinstmöglicher Lotabweichungen mit einer optimalen Anpassung des Ellipsoids an das Geoid in dem von Messungen überdeckten Bereich gleichbedeutend ist (siehe Abbildung). Dehnt man das Projektgebiet über einen ganzen Kontinent oder noch weiter aus, dann nähern sich die Ergebnisse umso mehr den Achsen des mittleren Erdellipsoids an, je größer das Berechnungsgebiet ist.
Die Methode der Lotabweichungsausgleichung wurde in Europa und den USA um die Jahrhundertwende entwickelt und ist mit der astro-geodätischen Netzausgleichung verwandt; zusätzliche Parameter zu letzterer sind Verbesserungen der Ellipsoidparameter (da, df), eine eventuelle kleine Verdrehung dA und ein Maßstabsfaktor von einigen mm pro km.
Während ältere Ellipsoide wie jenes von Bessel (1841) die Lotabweichungs-Minimierung nur durch genäherte Ausgleichung erzielen konnten, ist erstmals das Hayford-Ellipsoid von 1909 bzw. 1924 aus einer strengen Ausgleichung hervorgegangen. Hayford nannte sie Area method (Flächenmethode) und verwendete zusätzlich eine Isostasie-Korrektion der zugrundeliegenden astro-geodätischen Messdaten.